# Borns Glacier
Borns Glacier är en glaciär i Antarktis. Den ligger i Östantarktis. Nya Zeeland gör anspråk på området. Borns Glacier ligger 1 310 meter över havet.
Terrängen runt Borns Glacier är bergig norrut, men söderut är den kuperad. Trakten är obefolkad. Det finns inga samhällen i närheten. 